# Tour della nazionale maschile di rugby a 15 dell'Australia 1913
Nel 1913 la Nazionale di rugby australiana di rugby a 15 si reca in Nuova Zelanda per un Tour. 
Nei Test Match, due vittorie per gli All Blacks, una per i “Wallabies”

## I risultati (lista parziale)
Sistema di punteggio: meta = 3 punti, Trasformazione=2 punti. Punizione e calcio da mark=  3 punti. drop = 4 punti. 
| 1913 | Southland | 13 – 8 | Australia XV |  |

| Arbitro: | R Simpson |

|                                                                |           |                           |
| mete:Gray, Lynch 3 McKenzie 2, Murray Roberts Trasf.:Roberts 3 | Marcatori | mete: Carr Trasf.:McMahon |

| Arbitro: | A Downes |

|                                                                          |           |                                       |
| mete:Brown, Cummings Hasell, Taylor Wilson Trasf.:O'Leary 3 drop:O'Leary | Marcatori | mete:Jones 2, Suttor Trasf.:Simpson 2 |

| Arbitro: | G Nicholson |

|                             |           |                                                |
| mete:Fanning Trasf.:O'Leary | Marcatori | mete:Jones, Suttor 2, Thompson Trasf.:Hughes 2 |